# 2009年太平洋颱風季
| 太平洋颱風季             |
| 主題頁 - 專題 - 編輯指南 |

2009年太平洋台风季泛指在2009年全年內的任何時間，於赤道以北及國際換日線以西的太平洋水域，以及南中國海所產生的熱帶氣旋。雖然有關方面並沒有設下本颱風季的指定期限，但大部份於西北太平洋的熱帶氣旋通常都會於五月至十二月期間形成。但本季的第一個被PAGASA升格的熱帶氣旋在1月3日已形成，而第一個被命名的風暴颱風鯨魚則在5月3日被日本氣象廳升為熱帶風暴。
本條目的範圍僅侷限於赤道以北及國際換日線以西的太平洋及南海的水域。於赤道以北及國際換日線以東的太平洋水域產生的風暴則被稱為颶風，並被列入2009年太平洋颶風季。在西太平洋產生的熱帶風暴是由日本東京颱風中心命名，國際編號為09xx，而美國聯合颱風警報中心會把在該地區的熱帶低氣壓的編號以W字母作結。另外凡進入或產生於菲律賓風暴責任範圍以內的熱帶低氣壓，菲律賓大氣地理天文部門 (PAGASA) 都會為它們訂立一個菲律賓名稱，作當地警報用途；因此同一個風暴有時候會有兩個不同的名稱。
以下各熱帶氣旋資訊以熱帶氣旋存在期間的最強形態為準。

## 颱風季預測
從2000年起的4月和6月，香港城市大學大氣研究實驗室都會公佈對該季的預測。它們將每季平均風暴數目（1950年至2000年）定為31個熱帶氣旋，其中27個達熱帶風暴等級，及17個達颱風等級。
2009年6月18日，香港城市大學大氣研究實驗室發表了對2009年颱風季的第2份預測，預期該季的熱帶氣
旋強度高於平均（30個熱帶氣旋，其中27個熱帶風暴及19個颱風）。
但是，實際熱帶氣旋數目比預測高出9個，但熱帶風暴以及颱風的數字則比預測為低，分別低了5個及6個。

## 已被國際命名的熱帶氣旋

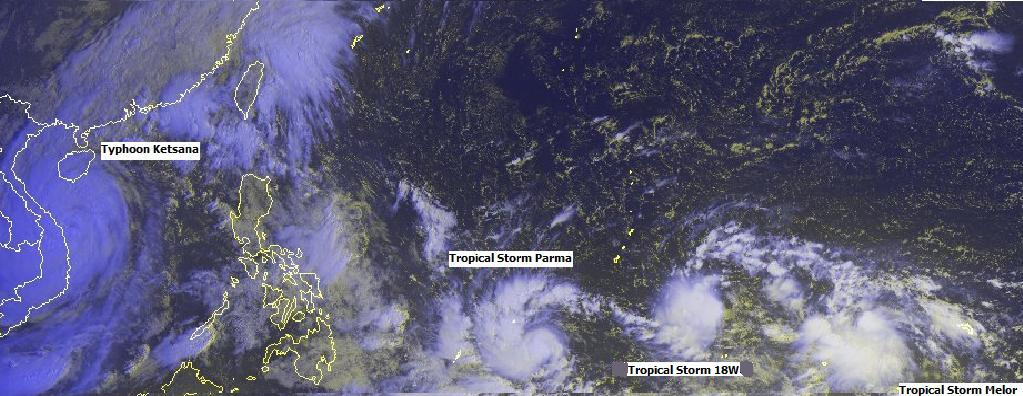
在9月29日，有一系列的熱帶氣旋出現在西北太平洋上。由左至右數起，有颱風凱薩娜，颱風芭瑪，熱帶低氣壓18W和颱風茉莉。

自2009年太平洋颱風季開始以來，本颱風季總共產生了39個熱帶氣旋。6月之前，大多數的熱帶氣旋都是吹向日本，之後在6月至8月初期間，大多數的熱帶氣旋都是從西太平洋移入中國南岸、東南沿海和台灣，而8月中期後，受中國北方較強的高氣壓影響，大多數熱帶氣旋都是在西太平洋中心向北移動，向日本方向移動，而且不會登陸，大多數的都是在海上自然消散或轉化為溫帶氣旋。直至9月中期，才開始再有熱帶氣旋吹襲南海地區和台灣。還有，在西太平洋上直至9月16日，所發現的最高持續風速達至聯合颱風警報中心的三級颱風程度的所有熱帶氣旋全部都在中途轉向北移動，吹向日本海域。踏入9月中期後，受中國大陸較強的高壓區影響下，華南地區已開始步入秋季，陸地濕度和海水溫度都下降，熱帶氣旋也開始變得難以生成，自最近於白令海消散的颱風彩雲後，曾有一段時間沒有熱帶氣旋出現。直至9月後期至10月初，颱風凱薩娜於西太平洋出現，掠過呂宋進入南海後，居然有三個熱帶氣旋（18W、芭瑪和茉莉）同時於西太平洋海面上形成，連同早前進入了南海中部的凱薩娜，做成「四颱共舞」的景象。另外，9月之後產生的熱帶氣旋大部份都達到香港天文台的超強颱風級別。
本段落所包含的熱帶氣旋僅限於已被命名的熱帶氣旋，而熱帶低氣壓或未被命名的熱帶風暴則放於「其他熱帶氣旋」段落。以下熱帶氣旋以產生時間排序。

### 颱風鯨魚 (Kujira)
PAGASA:Dante
2009年4月27日早上，一低壓區於菲律賓馬尼拉附近形成。隨後，聯合颱風警報中心把它升格為熱帶擾動。5月1日，菲律賓大氣地球物理和天文管理局把它升格為熱帶低氣壓，並命名為Dante。下午，聯合颱風警報中心發出了熱帶氣旋形成警報，而日本氣象廳及香港天文台則先把它升格為熱帶低氣壓。
2009年5月3日，各氣象台先後把它升格為熱帶風暴，並命名為鯨魚。
2009年5月7日下午，鯨魚轉化為溫帶氣旋。同日，聯合颱風警報中心為它發出最後報告。5月8日早上，日本氣象廳為它發出最後報告。
值得一提，颱風鯨魚是本年第一個被命名的熱帶氣旋。
其後，於日本氣象廳發佈的最佳路徑中，日本氣象廳將鯨魚的風速上調至85節，氣壓下調至940hPa。

### 颱風燦鴻 (Chan-hom)
PAGASA:Emong
2009年5月2日，一低壓區於越南東南面海域快速形成。聯合颱風警報中心和日本氣象廳把它升格為熱帶低氣壓，並暫名為97W。香港天文台亦於5月3日把它升格為熱帶低氣壓，並預料向東北移動，移向菲律賓。於同日，日本氣象廳及香港天文台先後把它升格為熱帶風暴，並命名為燦鴻。5月5日，各氣象局把它升格為強烈熱帶風暴。5月7日，各氣象局把它升格為颱風。
5月8日，燦鴻減弱為熱帶低氣壓。翌日，聯合颱風警報中心為它發出最後報告。5月10日，由於燦鴻重新增強，聯合颱風警報中心對它重新發出報告。
5月12日，燦鴻減弱為低壓區，聯合颱風警報中心對它發出最後報告。
這個風暴在吹襲菲律賓為菲律賓北部帶來暴雨，並引致多宗房屋倒塌和山體滑波事故，造成超過25人死亡、另外有3人失蹤、約有4000多人受到影響。

### 強烈熱帶風暴蓮花 (Linfa)
2009年6月10日前，一熱帶擾動於帛琉東南方約140公里形成，向西北方移動。但該熱帶擾動中心風力低，移動緩慢，橫跨整個太平洋東南部，並跨過菲律賓進入中國南海。
在橫跨太平洋東南部期間，2009年6月14日，該熱帶擾動曾經增強，日本氣象廳把它升格為熱帶低氣壓，聯合颱風警報中心報告指，熱帶低氣壓當時位於菲律賓馬尼拉東南約520公里。但由於該熱帶低氣壓接近陸地，風力減慢，日本氣象廳把它降格為低壓區，聯合颱風警報中心亦暫時為它作最後報告。於2009年6月15日及6月16日，該低壓區橫跨菲律賓，為菲律賓帶來惡劣天氣。
橫跨菲律賓後，進入中國南海，其後，再度增強，聯合颱風警報中心再度把它升格為熱帶低氣壓，並更名為03W。2009年6月18日，熱帶低氣壓繼續增強，並被升格為熱帶風暴，被命名為蓮花。當時，熱帶風暴蓮花集結於東沙以南約260公里，移動緩慢。。
於2009年6月19日晚上，熱帶風暴蓮花增強為強烈熱帶風暴。當時，強烈熱帶風暴蓮花集結於東沙偏南約150公里。繼強烈熱帶風暴蓮花進入香港400公里範圍，香港天文台於6月20日上午10時40分發出一號戒備信號。台灣中央氣象局一度發出海上颱風警報。同日下午5時，聯合颱風警報中心把強烈熱帶風暴蓮花升格為颱風。香港天文台於6月21日上午5時45分取消一號戒備信號。下午4時,蓮花減弱為熱帶風暴。6月22日下午,蓮花減弱為熱帶低氣壓。。6月23日下午，減弱為一個低壓區。

### 熱帶風暴浪卡 (Nangka)
PAGASA:Feria
2009年6月16日，一熱帶擾動於帛琉東北約170公里形成。
這熱帶擾動一直增強，但一直受到較強烈的垂直風切變影響。
直到6月22日，日本氣象廳把它升格為輕微熱帶低氣壓。
同日，聯合颱風警報中心把它升格為熱帶低氣壓，並被命名為浪卡。而菲律賓大氣地球物理和天文管理局則把它命名為Feria。而同日下午約7時，各氣象局先後把它升格為熱帶風暴，台灣中央氣象局發佈為輕度颱風。
在6月23日23：00，熱帶風暴浪卡集結在馬尼拉之東南約430公里，向西北移動，時速20公里，橫過菲律賓，並移向南海東沙群島海域。6月26日，浪卡自生成起的強度一直都處於相當弱的狀態，略過菲律賓後更加不再增強威力。後轉向西北偏北方向移動，移向廣東東部沿岸一帶，並繼續減弱。當浪卡接近廣東東部沿岸登陸前，浪卡已減弱為一熱帶性低氣壓，並在晚上登陸大亞灣一帶，翌日早上，浪卡向廣東東部繼續減弱，於惠州一帶消散為一個低壓區。

### 熱帶風暴蘇迪羅 (Soudelor)
PAGASA:Gorio
位於東沙附近海面的低壓區於7月10日下午2時增強為熱帶低氣壓，並於7月11日下午2時發展為熱帶風暴，並命名為蘇迪羅，其中心氣壓996百帕，在香港南方220公里之海面上，以每小時24公里速度，向西或西北偏西進行，中心附近最大風速每秒18米（即每小時65公里），相當於8級風，瞬間最大陣風每秒25米（即每小時90公里），相當於10級風，7級風(暴風)半徑100公里，在11日19時，蘇迪羅集結在香港之西南偏南約260公里，向西移動，時速約25公里，大致移向海南島。
在12日上午5時，蘇迪羅集結在海口之東北偏東約60公里，向西移動，時速約22公里，掠過雷州半島，移向北部灣。
蘇迪羅下午2時位於海口市西北方220公里之海面上。16時，集結在河內以東約270公里，向西移動，時速約20公里，橫過北部灣，移向越南。
7月12日晚上8時,蘇迪羅減弱為熱帶低氣壓,隨後再減弱為低壓區。

### 颱風莫拉菲 (Molave)
PAGASA:Isang
莫拉菲是2017年太平洋颱風季第6個被命名的熱帶氣旋，聯合颱風警報中心給其編號為熱帶低氣壓07W。7月16日晚上8時，日本氣象廳於將莫拉菲升格為熱帶風暴。7月17日，各氣象部門把它升格為強烈熱帶風暴。7月18日，各氣象部門把它升格為颱風。7月19日凌晨2時，颱風莫拉菲在深圳市鹽田區一帶登陸，中心風力達140km/h。香港天文台於上午6時30分把莫拉菲降格為強烈熱帶風暴，再於8時降格為熱帶風暴，下午2時降格為熱帶低氣壓，晚上降格為低壓區。

### 熱帶風暴天鵝 (Goni)
PAGASA:Jolina
在7月25日，聯合颱風警報中心發現有一個對流區在關島東北大約815公里的季候風槽內形成。深層對流在低層環流中心附近。上層反氣旋和一個熱帶對流層上部槽提供良好幅散。幾天後，因為低層環流中心因受強烈垂直的風切變干擾而變得模糊,所以被宣稱在7月28日消散。然而在7月30日該對流區再度受干擾而增強。那天晚上菲律賓大氣地理天文部門把它升格為熱帶低氣壓。由於熱帶低氣壓進一步加強，所以次日便由菲律賓大氣地理天文部門報告升格為熱帶風暴。日本氣象廳也在那天晚上把它升格為熱帶低氣壓。8月1日聯合颱風警報中心亦發出了熱帶氣旋形成警報，然後熱帶低氣壓就在那天早晨在菲律賓奧羅拉省登陸，再離開菲律賓進入南中國海。那天晚上，聯合颱風警報中心延長了他們的警報。菲律賓大氣地理天文部門也發出了熱帶低氣壓在菲律賓的最後報告，因為它正逐漸離開菲律賓大氣地理天文部門的負責範圍。接著，聯合颱風警報中心亦把它升格為熱帶低氣壓，編號為08W。衛星圖像顯示了它己擁有深層的對流系統，所以預測它會在8月3日晚上增強為熱帶風暴。在8月3日，日本氣象廳把熱帶低氣壓升格為熱帶風暴，並名為天鵝。
在8月4日下午4時，集結在香港西南偏南約140公里。以時速10公里向西移動。
天鵝於8月5日在廣東西部台山附近登陸。8月6日天鵝轉向西或西南偏西移動，橫過廣東西部沿岸地區，減弱為熱帶低氣壓。在8月6日下午4時，聯合颱風警報中心為它發出最後報告。在8月8日凌晨2時，它進入北部灣並再次增強為熱帶風暴。9日早上6時又減弱為熱帶低氣壓，下午在西沙東北偏北約280公里的南海北部上減弱為一低壓區，並於下午5時停止編號。雖然天鵝最終沒有以熱帶氣旋的身份再度吹襲廣東沿岸，但天鵝消散後的相關低壓槽卻為廣東沿岸帶來連續多天的大雨和雷暴的天氣。

### 颱風莫拉克 (Morakot)
PAGASA:Kiko
8月2日，日本氣象廳報告今年第十一熱帶低氣壓在菲律賓東部大約1000km形成。當日熱帶低氣壓仍然微弱，日本氣象廳當日晚上發佈最後警報。然而，然而在8日3號日本氣象廳報告它再度形成熱帶低氣壓。8月3日，它進入菲律賓大氣地理天文部門的負責範圍，菲律賓大氣地球物理和天文部門命名熱帶低氣壓為Kiko。當天稍後迅速離開了他們負責範圍。在日本氣象廳命名為莫拉克之後，莫拉克升級為熱帶風暴。聯合颱風警報中心選定莫拉克的編號為09W。8月4日莫拉克折回並且再進入菲律賓大氣地理天文部門負責範圍。
在8月5日20時30分，台灣中央氣象局開始發佈颱風警報，並將莫拉克升格為中度颱風。
在8月6日14時00分，颱風的風眼已經形成，持續增強。
8月7日於台灣花蓮縣花蓮市附近登陸，8月8日14時由桃園縣出海，翌日16時登陸於中國福建省寧德市霞浦縣，快速減弱為一強烈熱帶風暴。並繼續向北移動，吹襲了華東大部份省市。莫拉克於8月10日減弱為熱帶風暴後，受西太平洋的另一熱帶氣旋艾濤影響，出現了藤原效應，在登陸華東內陸一帶並沒有因此而消散，反而在減弱之餘仍然能保持一定的威力，但同時隨著莫拉克的北移略過了副熱帶無風帶，破壞了莫拉克的整體結構，原有的風暴圈結構變得更加鬆散，莫拉克原本廣闊的風暴圈有大部份南移了至南海北部與消散了的熱帶氣旋天鵝合併為一低壓槽，也有一部份納入了艾濤的暴風圈之中，餘下少數的廣闊雲帶大都集中於西日本海，基本上減弱了的莫拉克就只剩有相當稀薄的雲層和大風，接近上海一帶時也只為該一帶帶來陣雨和4至5級的風力而已，甚至是晴朗的天氣。8月11日08時，莫拉克消散後剩餘的雲團以北北東的行進方向通過上海崇明島，並橫過長江，於江蘇省南通市出海，進入黃海，沿大陸高壓的邊緣往朝鮮半島南部移動並消散。

此颱風於侵台期間（8月7日～8月9日）在台灣中南部降下破紀錄的雨量，其中阿里山三天累積雨量達到2700mm，造成高雄小林村滅村，及總計近700人死亡的『八八水災』。

### 熱帶風暴艾濤 (Etau)
2009年8月8日，日本氣象廳和聯合颱風警報中心為她為出首次報告，指一熱帶擾動於日本硫磺島以南約1000公里形成，並於翌日增強為一熱帶風暴，命名為艾濤。移向日本，雖然艾濤由於在亞熱帶和溫帶氣候之間所形成，加上受到馬緯度無風帶影響，使艾濤所維持的最高持續風速只有烈風程度，而且當時風暴中心與日本尚有一段距離，但其暴風圈和雲量卻達到颱風般的結構，其中暴雨造成日本13人死亡。於8月12日升格為強烈熱帶風暴，並繼續向日本本州關東地方沿岸的太平洋海面上移動，一直於西北太平洋海面上徘徊。但香港天文台方面就沒有為艾濤升格為強烈熱帶風暴，並指艾濤已於8月12日08時於日本伊豆群島一帶轉化為一股溫帶氣旋並消散。8月13日，日本氣象廳為她發出最後報告，而聯合颱風警報中心也於8月14日為他發出最後報告。
其後，於日本氣象廳所發佈的最佳路徑中，日本氣象廳把艾濤的風速下調為40節，氣壓上調至992hPa，並且認為其沒有達到強烈熱帶風暴的等級。

### 颱風環高 (Vamco)
8月14日，位於米克羅尼西亞的彭培島東北約750公里處的太平洋海面有一道廣闊對流雨雲帶發展，但後被發現雨帶開始發展一道低層環流中心，一股熱帶氣旋似乎在形成中。直至8月16日下午才被日本氣象廳被定格為一熱帶擾動，翌日早上，聯合颱風警報中心才把它升格為熱帶擾動。8月18日早上，日本氣象廳為它升格為熱帶風暴，並命名環高，下午迅速增強為一強烈熱帶風暴，8月19日早上，日本氣象廳將它升格為颱風。原本估計環高會穩定地向西移動，但於8月20日早上被聯合颱風警報中心升格為中度的三級颱風級別後，突然轉向北移動，加上同時於菲律賓呂宋以北海域有一熱帶氣旋發展中，可能會產生藤原效應而令其路徑轉向不定。環高向北移動略過高緯度無風帶後，強度開始減弱，其後再度轉向東北移動，移至美國阿留申群島和俄羅斯堪察加半島一帶海面轉化為溫帶氣旋並消散。

### 強烈熱帶風暴科羅旺 (Krovanh)
8月28日，一熱帶擾動於日本硫磺島東南約720公里處形成，同時，日本氣象廳為他發出首個警告，為日本當局發出的第17個熱帶氣旋警告。隨後，聯合颱風警報中心也為他發出首個警告，但不及就把他升格為熱帶風暴。而日本氣象廳也於該日晚上把他升格，命名為科羅旺，並指科羅旺會正面吹襲日本，8月30日早上再升格為強烈熱帶風暴。科羅旺在9月1日減弱為熱帶風暴後隨即轉化為溫帶氣旋。

### 強烈熱帶風暴杜鵑 (Dujuan)
PAGASA:Labuyo
8月28日，一熱帶擾動於日本沖繩島西南約1000公里處形成，9月1日，日本氣象廳為其發出首個警告，9月2日，菲律賓大氣地理天文部門命名為Labuyo，同日晚上，日本氣象廳升格，命名為杜鵑，9月3日，菲律賓大氣地理天文部門把其升格為熱帶風暴，9月5日，日本氣象廳將其升格為強烈熱帶風暴，同日，菲律賓大氣地理天文部門為其發出最後報告。杜鵑在9月9日減弱為熱帶風暴後，翌日轉化為溫帶氣旋。

### 熱帶風暴彩虹 (Mujigae)
PAGASA:Maring
9月6日，在馬尼拉對開305公里開始形成了一個熱帶低氣壓。日本氣象廳升格為熱帶低氣壓。9月8日晚上，菲律賓大氣地理天文部門為熱帶低氣壓命名為Maring。JTWC發佈熱帶氣旋形成及命名為13W。9月9日晚上，隨熱帶低氣壓繼續遠離菲律賓，菲律賓大氣地理天文部門發佈了最後報告。然後於同日，日本當局把其升格為熱帶風暴，並取名「彩虹」。但聯合颱風警報中心在9月8日為它升格為熱帶低氣壓後，就沒有再為它升格。9月11日，彩虹在海南文昌市附近登陸，橫過海南島北部，進入北部灣。9月12日，彩虹在越南北部登陸，並於當日黃昏消散。
注意的是，彩虹從形成處、最高持續風速和移動路徑來看，都與早前於7月吹襲海南島和越南北部的熱帶風暴蘇迪羅很相似。但從風暴圈結構來看，彩虹比蘇迪羅顯得更大，形響範圍更廣，主要原因是受到當時同樣活躍於南海中部，曾吹襲越南中部的一熱帶低氣壓影響，當時初生成的彩虹便與這熱帶低氣壓出現了藤原效應，加上該熱帶低氣壓自生成起的強度都一直於熱帶低氣壓之最高持續風速的下限，很快和彩虹結合，令彩虹的結構變得更大更有影響力。即使彩虹在9月12日消散，其低壓區的雨帶依然相當廣闊，結構仍然比較完整。

### 颱風彩雲 (Choi-Wan)
9月12日上午，因螺旋形良好，聯合颱風警報中心把塞班島以東約420公里處的熱帶擾動93W升格為熱帶低氣壓14W。並預料它向西至西北偏西移動，趨向北馬里亞納群島一帶。9月13日凌晨命名為彩雲，在移至關島一帶後開始，一直停留不動，加上當時受南海北部的一道熱帶低氣壓影響，與彩雲本身產生了藤原效應，使彩雲結構收縮，同時影響了穩定向西移動的速度，甚至中途轉向北移動，並預計彩雲會移向日本硫磺島一帶。9月15日被提升为二级颱風，同日提升至四级颱風，9月16日，强度被提升至140海浬，即五级颱風，亦是本年全球第一个五级颱風。9月16日，颱風彩雲進入香港天文台的熱帶氣旋監測範圍，並將其升格為超強颱風。9月18日，香港天文台將彩雲降格為強颱風，其後逐漸減弱。彩雲最後於9月20日於日本東部海域轉化為溫帶氣旋，並於9月21日下午消散。

### 颱風巨爵 (Koppu)
PAGASA:Nando
早於9月9日，一道廣闊雲帶於帕勞西北約370公里處形成，不久後其中心氣壓下降，一熱帶擾動於9月10日形成，再在9月11日被日本氣象廳為它發出首個警告。9月12日下午4時再被香港天文台升格為熱帶低氣壓。香港天文台和中國氣象局於9月13日晚上8時率先增強為熱帶風暴，日本氣象廳便於翌日凌晨2時才升格，並更名巨爵。自此之後，巨爵強度開始迅速提升，同日早上十一時，日本氣象廳把巨爵升格為強烈熱帶風暴，很快於同日下午5時55分已經升格為颱風。在登陸江門市上川島前，最高持續風速更高達每小時140公里，達至聯合颱風警報中心的2級颱風程度，但當局為巨爵升格為1級颱風後就沒有升格。

### 颱風凱薩娜 (Ketsana)
PAGASA:Ondoy
在9月22日，受一道季風槽影響，一個低壓區於馬尼拉以東約720公里的西太平洋海面上形成，中心氣壓也很顯著下降。9月23日，日本氣象廳為它發出首個熱帶氣旋報告，不久後也被菲律賓氣象局升格，並更名Ondoy。預計此熱帶低氣壓初時會向西北偏西方向移動，其後因受中國大陸一股較強的東北季風影響，而平穩向西移動，在9月26日早上被升格為熱帶風暴，掠過呂宋中部，進入南海中部，並且其移動速度會加快，持續風速也會有增無減。
在9月27日16時，凱薩娜集結在西沙之東南偏東約330公里，預料向西移動，時速約20公里，橫過南海北部並吹向越南。由於預計凱薩娜會進入香港800公里警戒範圍翌日多雲有雨，海面有暗湧及大浪，稍後雨勢有時頗大和離岸海域風勢增強。香港天文台在晚上22時15分發出一號戒備信號，並表示隨著凱莎娜遂漸離遠，會在9月28日晚上稍後時間取消所有熱帶氣旋信號。然而，香港正受東北季候風影響，天文台預測9月28日至9月29日離岸海域或高地會吹強風。而在9月28日下午，香港受凱莎娜雨帶影響，多處地區錄得超過30毫米的雨量；香港天文台則預測凱薩娜會繼續為香港帶來大雨。
凱薩娜在9月28日早上增強為一颱風，其最高中心風力預計達140公里每小時。

### 颱風芭瑪 (Parma)
PAGASA:Pepeng
9月27日，一熱帶擾動在米克羅尼西亞楚克群島之西北約250公里處出現。9月28日聯合颱風警報中心將該擾動升格為一熱帶低氣壓。9月29日增強為熱帶風暴，日本氣象廳為風暴分配國際編號0917，並命名為「芭瑪」。翌日增強成颱風。芭瑪初時向西南偏西移動，後穩定地轉西北偏西移動，10月1日再微調至向西北方推進。10月5日下午，芭瑪受大陸乾空氣及呂宋地型影響，風力跌至時速110公里，香港天文台再將其降格為強烈熱帶風暴。並登陸呂宋，10月7日凌晨和晚上先後分別將其降格為熱帶風暴和熱帶低氣壓。芭瑪移出呂宋，在10月8日凌晨於呂宋以東近岸水域重新增強為熱帶風暴，並轉向西緩慢移動，於中午第三度登陸呂宋北部。其後於呂宋西北部出海，進入南海北部，10月12日早上登陸中國海南省萬寧市，同日晚上於海南島西北部出海，進入北部灣再度出現爆發性增長，於翌日增強為強烈熱帶風暴，吹向越南北部。10月13日晚上，芭瑪移動速度減慢至每小時10公里以下，而且稍為增強。10月14日芭瑪發展出一個風眼，同日下午於越南北部登陸，並減弱為一熱帶風暴。芭瑪隨後減弱
為一熱帶低氣壓，並在10月15日凌晨減弱為一低壓區。

### 颱風茉莉 (Melor)
PAGASA:Quedan
9月28日，一熱帶擾動在波納佩東北約約370公里處出現。9月28日晚上，聯合颱風警報中心發出的熱帶氣旋生成警報。9月29日，日本氣象廳和聯合颱風警報中心同時將該擾動升格為一熱帶低氣壓。9月30日，增強為熱帶風暴，日本氣象廳為風暴分配國際編號0918，並命名為「米勒」。10月1日米勒進一步增強成颱風，10月4日上午9時增強為五級颱風，風速已超過颱風彩雲。風力曾一度高達每一分鐘280公里（175英里），隨後降至260公里（160英里）以這個強度維持了36小時。日本氣象廳把茉莉的氣壓調降至910帕斯卡，最大風速為每十分鐘205公里（125英里）。是今年除了颱風彩雲生成以來第二個五級颱風，也是2009年全球第三強的熱帶氣旋。

### 熱帶風暴尼伯特 (Nepartak)
10月6日，一熱帶擾動在塞班島西南約500公里處出現。10月8日，日本氣象廳將該熱帶擾動升格為一熱帶低氣壓，而聯合颱風警報中心為該熱帶擾動發出熱帶氣旋生成警報。同日傍晚，聯合颱風警報中心將該熱帶擾動升格為一熱帶低氣壓。10月9日，增強為熱帶風暴，日本氣象廳為風暴分配國際編號0919，並命名為「尼伯特」，其後再度增強為一強烈熱帶風暴。在10月14日，尼伯特在海上消散。
其後，於日本氣象廳所發佈的最佳路徑中，日本氣象廳把尼伯特的風速下調為45節，氣壓上調至992hPa，並且認為其沒有達到強烈熱帶風暴的等級。

### 颱風盧碧 (Lupit)
PAGASA:Ramil
10月13日，聯合颱風警報中心報告說，一個熱帶低氣壓在關島以東約380公里。10月14日，聯合颱風警報中心命名熱帶低氣壓為22W及預測熱帶低氣壓會加強至熱帶風暴。10月15日，日本氣象廳將熱帶低氣壓升格為熱帶風暴並賦予名字為盧碧。10月16日，聯合颱風警報中心報告指出盧碧增強為一級颱風；晚上，菲律賓大氣地球物理和天文管理局開始對盧碧發出警告並命名為Ramil，因為盧碧已進入菲律賓海域。與此同時，日本氣象廳將熱帶風暴升格為颱風。10月17日，它迅速增強為三級颱風。10月18日，盧碧已增強為四級颱風；在短短幾個小時，盧碧的強度達到高峰，達到五級颱風(140kts)。10月19日晚上，盧碧開始進行眼壁置換，強度逐漸減弱。至10月21日，盧碧減弱至二級颱風。10月23日，盧碧減弱至強烈熱帶風暴。10月25日，盧碧減弱至熱帶風暴。在10月26日上午10時，轉化成溫帶氣旋。

### 颱風銀河 (Mirinae)
PAGASA:Santi
10月10日，一熱帶擾動在波納佩東南約500公里處出現。10月25日，聯合颱風警報中心發出的熱帶氣旋生成警報。同日，日本氣象廳將該擾動升格為一熱帶低氣壓。10月26日，聯合颱風警報中心將該擾動升格為一熱帶低氣壓。10月27日，日本氣象廳升格該熱帶低氣壓為一熱帶風暴，並為風暴分配國際編號0921，命名為「銀河」。同日，銀河並迅速加強為颱風，同時進入菲律賓海域，菲律賓大氣地球物理和天文管理局開始對銀河發出警告並命名為Santi。

### 颱風妮妲 (Nida)
PAGASA:Vinta
在11月26日23時（UTC+8），超強颱風妮妲集結在雅蒲島之東北偏北約750公里，預料向西北移動，時速約12公里，橫過西北太平洋。
妮妲移動到硫黃島西南約600公里時停留不動，亦未能像早前的數值預報般越過副高脊線。數據顯示，北馬里安納群島以東及菲律賓一帶的兩個副高單體強度相若，而西面的副高在低層因為和移出海變性的大陸性反氣旋重疊而較有優勢。大部分數值預報都預測妮妲不會越過副高脊線，而會因為減弱而改受較低層的引導氣流影響，逐漸轉向西至西南偏西移動。
12月3日，妮妲進一步減弱為熱帶低氣壓，當日晚上再減弱為低壓區並消散。
妮妲(155節)也是本年最強的熱帶氣旋。

## 未被國際命名的熱帶氣旋
除了被日本氣象廳命名的熱帶氣旋外，還有一些沒被命名的熱帶低氣壓和被聯合颱風警報中心認為是熱帶風暴的熱帶氣旋。以下列出那些熱帶氣旋的資料。

### 熱帶低氣壓
PAGASA:Auring
2008年12月30日，一熱帶擾動於菲律賓馬尼拉東南偏南395公里形成，此熱帶擾動一直保持停留不動。 聯合颱風警報中心把此熱帶擾動暫時命名為99W，並預料此熱帶擾動將隨著冷空氣向東北移動，聯合颱風警報中心把它確認為「POOR」熱帶擾動。由於出現強烈垂直風切變（高達25節）增強，以及強烈季候風影響，聯合颱風警報中心初時認為此熱帶擾動形成熱帶氣旋的機會很弱。
隨著強烈東北季候風逐漸緩和，而垂直風切變亦減弱至15至20節，於2009年1月3日早上，日本氣象廳和菲律賓大氣地球物理和天文管理局把它升格為熱帶低氣壓，聯合颱風警報中心把它升格為「FAIR」熱帶擾動。菲律賓當局命名此熱帶低氣壓為Auring。此熱帶氣旋於2009年1月3日形成，成為2009年太平洋颱風季首個熱帶氣旋。
1月5日，菲律賓大氣地球物理和天文管理局把熱帶低氣壓降格為低壓區。
此熱帶低氣壓導致菲律賓連日暴雨，部分地區甚至出現水浸，當日大約38,764居民暫時遷走。水浸導致294間房屋遭損毀，並且導致1死2失蹤。
PAGASA:Bising
2009年2月9日，一熱帶擾動於帛琉以北150公里形成。此熱帶擾動以北的低壓槽受垂直風切變影響，使它的組織較為鬆散。
2月10日，聯合颱風警報中心確認此熱帶擾動完全消散。但它於2月12日重新組織，菲律賓大氣地球物理和天文管理局把該熱帶擾動升格為熱帶低氣壓，並命名為「Bising」。它導致菲律賓連日暴雨，部分地區甚至出現山泥傾瀉。
2月13日，菲律賓大氣地球物理和天文管理局把熱帶低氣壓Bising降格為低壓區。2月14日，該低壓區掠過菲律賓北部，為北部帶來陣雨，隨後消散。
PAGASA:Crising
2009年4月29日早上，一擾動天氣區於菲律賓馬尼拉西南430公里形成。因垂直風切變微弱和在反氣旋的影響下,它開始逐漸增強。稍後,聯合颱風警報中心把它升格為熱帶擾動,並發出了熱帶氣旋形成警報。4月30日早上，菲律賓大氣地球物理和天文管理局把它升格為熱帶低氣壓,並命名為Crising。
隨後，因低層環流中心被另一個低壓區97W干擾破壞，聯合颱風警報中心便取消了熱帶氣旋形成警報。5月2日，菲律賓大氣地球物理和天文管理局和日本氣象廳就把熱帶低氣壓Crising降格為低壓區。

### 熱帶低氣壓 03W
2009年4月18日，一擾動天氣區於關島東南面形成。隨後，聯合颱風警報中心把它升格為熱帶擾動。往後的數天，它向西北方緩慢移動。4月25日，因它的低層環流中心逐漸變得鬆散，聯合颱風警報中心便把它降格回擾動天氣區。4月27日，聯合颱風警報中心和日本氣象廳都報告它已消散。但在4月28日，它重新增強，並向東南方移動。5月2日，日本氣象廳把它升格小型熱帶低氣壓，聯合颱風警報中心把它暫名為95W Invest，但95W在同日快速消散。因此，聯合颱風警報中心在同日為它作出最後報告。

### 熱帶低氣壓 06W
PAGASA:Huaning
7月11日，一熱帶擾動位於菲律賓馬尼拉以東約1065公里的太平洋海面上形成，同日，日本氣象廳為它發出首個報告。此熱帶氣旋由於受到中國東南部的高壓脊影響，加上結構鬆散，使強度一直被牽制著而未能增強。翌日早上，聯合颱風警報中心也把它升格為熱帶擾動，同時，菲律賓大氣地球物理和天文管理局把它更名為Huaning，並向西北方向移動。7月13日，Huaning已經移至台灣東南部海域，菲律賓當局更把它升格為熱帶風暴，但日本氣象廳和聯合颱風警報中心卻未把Huaning升格，香港天文台當局更只是於當日才升格為熱帶低氣壓，並指Huaning是於台灣高雄東南偏東約180公里的北太平洋西部上形成。同日下午，它於台灣東南沿岸登陸並橫過台灣南部，當晚就隨即進入台灣海峽，直至7月14日於福建沿海登陸才快速消散為低壓區。

### 熱帶低氣壓馬卡 (Maka)
8月13日，原本活躍於美國夏威夷群島考艾島一帶只有兩日時間的熱帶風暴馬卡消散後，其殘餘氣流向西南移動後，於金曼礁一帶再向西移橫渡國際換日線，進入西北太平洋海域，因此改由日本氣象廳（JMA）發報。下午3時25分，日本氣象廳將其評定為熱帶低氣壓，並指馬卡消散後所殘餘的低壓區在橫渡西太平洋後重新形成一個熱帶低氣壓，並穩定向西移動，移向威克島東南海域約1425公里範圍內。同時，聯合颱風警報中心將其評定為低壓區，沿用中太平洋名稱馬卡。日本氣象廳一度發出烈風預警（Gale Warning），但一直未為馬卡重新升格，故一直沒有為馬卡特別更名，最後馬卡因一直受到西太平洋一道熱帶對流層上部槽影響而未能如期增強，日本氣象廳更於8月16日取消烈風預警；而聯合颱風警報中心也於該日把馬卡降格為熱帶性低氣壓。翌日，聯合颱風警報中心也為它發出最後報告。

### 熱帶低氣壓 09W
8月20日，位於日本沖繩東南的太平洋海面有一道對流雨雲帶發展，被發現雨帶開始發展一道低層環流中心，一股熱帶氣旋形成中。同日，日本氣象廳為它發出首個熱帶氣旋警告。但翌日，日本氣象廳又再把該熱帶低氣壓降格為低壓區，不過當局仍然為它發出海上警告，直至8月22日早上指它於台灣以東海域完全消散才取消警告。

### 熱帶低氣壓 10W
8月25日，日本氣象廳發出第16個熱帶氣旋警號，指一熱帶擾動在之前的熱帶低氣壓消散後，再度於日本沖繩東南的太平洋上形成。但也同樣地只是維持了一天時間就被日本氣象廳取消編號，而且幾乎自形成至消散都沒有移動過。

### 熱帶低氣壓 02C
早於8月30日之前，中太平洋颶風中心已經為此熱帶低氣壓發出警告（02C），其後它向西越過國際日期變更線，因此改由日本氣象廳（JMA）發報。上午5時，日本氣象廳將其評定為熱帶低氣壓。同時，聯合颱風警報中心將其評定為熱帶低氣壓。日本氣象廳一度發出烈風預警，初時預計此熱帶低氣壓進入西北太平洋後會增強為一熱帶風暴。但02C進入西太平洋後，卻受到較強烈的垂直風切變影響，強度有減無增，一直至9月2日減弱消散。

### 熱帶低氣壓
早於9月1日，一道廣闊低壓區於北部灣，即菲律賓馬尼拉西北約300公里處形成。並之後日本氣象廳於9月3日為它發出首個警告，為日本當局發出的第20個警告。但初形成時受中國大陸的高壓脊，以及位於西太平洋的強烈熱帶風暴杜鵑而產生的藤原效應現象影響，結構相當小而鬆散，移動路線複雜多變。9月4日，熱帶低氣壓曾一度登陸越南峴港市，但數小時後再度出海，進入南海中部，移向西沙群島一帶。但在9月8日，熱帶風暴彩虹也於南海形成為一熱帶性低氣壓，強度迅速下減，翌日更與彩虹結合，使彩虹在最高持續風速弱的情況下，暴風圈仍維持相當大的結構，日本氣象廳隨後為它發出最後警告。

### 熱帶低氣壓 17W
9月23日，在日本南部海域出现一个热带低气压，日本气象厅给它发出首个警告，风力相当于7级，在南海受国际编号0916凯萨娜的影响，共同大陆有强烈冷空气的和南方的高压，慢慢的向北部移动，而且快速在海面消散后，菲律宾的东南部又有新的热带低压形成，减弱后，日本气象厅发出最后信号，9月26日，在日本以南海域消散。

### 熱帶低氣壓 18W
9月27日，位于菲律宾的东南部4600公里有一道热带低压生成，日本气象厅发出首个警告，而热带低压附近还有0917芭玛和0918茉莉的双互台风的影响。在9月28日在双互台风的吸取下，很快国际編號0918茉莉形成了，热带低气压18W减弱并消散，而且产生四颱共舞的形象，日本气象厅在9月30日给它发出最后通告。

### 熱帶低氣壓
位于10月16日，一个热带扰动在海南省陵水黎族自治縣南偏东方大约60公里的南海中部海面上，日本气象厅在位于10月16日发出首个警告，当初受到国际0920卢碧的影响，路径从越南往中国海南，路径比较普通，也当时受到大陆的高压系统的影响，海南东南部近有大暴雨，继续向偏西方向移动，在10月19日15時50分前後登陆海南陵水黎族自治縣，登陸時中心附近最大風力有 6 級（ 12 米 / 秒），中心最低氣壓為 1004 百帕，登陆后迅速减弱，在10月20日日本气象厅发出它最后的通告，
10月19日及20日，在反氣旋及位於南海的一個熱帶低氣壓共同影響下，雲量增多及有驟雨，此外，因風勢較强，澳門氣象局曾於20日05:45至10:00懸掛強烈季候風信號。

### 熱帶低氣壓 24W
PAGASA:Tino
在11月1日，在0921银河进入越南后，菲律宾东北部又形成热带低气压，中央气象台给它发出首个信号，因为银河穿过菲律宾中部，热带低气压形成，菲律宾给它命名为“Tino”它似乎往上活动，受大陆冷空气影响，在慢慢的情况下，快速的减弱，在11月3日，在海面上消失，菲律宾给“Tino”给发出最后的通告，

### 熱帶低氣壓 25W
熱帶風暴25W是一個於11月7日生成，11月10日消散的熱帶低氣壓。

### 熱帶低氣壓 26W
PAGASA:Urduja

## 熱帶氣旋名單
西北太平洋的熱帶氣旋是由日本氣象廳東京颱風中心命名。當該熱帶氣旋被日本氣象廳升格了為熱帶風暴後，就會使用下列名單中的名字。名字是根據以下名單而定，不按年度劃分。風暴名字是由世界氣象組織颱風小組的成員提供，14個成員國和地區各自提交10個名稱，並以該國英文名稱按字母順序排列。在2009年使用的名字清單中，各國氣象台暫時還未提供任何名字更改。2008年使用過的與本年未用名稱以灰色表示，黑體字表示今年已經使用過。2009年的風暴名稱可能會與2003年的部分風暴名稱相同。2009年首個風暴名稱是鯨魚。
| 提供國家／地區 | 名稱   | 名稱   | 名稱        | 名稱        | 名稱   |
| -------------- | ------ | ------ | ----------- | ----------- | ------ |
| 柬埔寨         | 達維   | 康妮   | 娜基莉      | 科羅旺 0911 | 莎莉嘉 |
| 中國           | 海葵   | 玉兔   | 風神        | 杜鵑 0912   | 海馬   |
| 北韓           | 鴻雁   | 桃芝   | 海鷗        | 彩虹 0913   | 米雷   |
| 中國香港       | 啟德   | 萬宜   | 鳳凰        | 彩雲 0914   | 馬鞍   |
| 日本           | 天秤   | 天兔   | 北冕        | 巨爵 0915   | 蠍虎   |
| 老撾           | 布拉萬 | 帕布   | 巴蓬        | 凱薩娜 0916 | 洛坦   |
| 中國澳門       | 三巴   | 蝴蝶   | 黃蜂        | 芭瑪 0917   | 梅花   |
| 馬來西亞       | 傑拉華   | 聖帕   | 鸚鵡        | 茉莉 0918   | 苗柏   |
| 密克罗尼西亚   | 艾雲尼 | 菲特   | 森垃克      | 尼伯特 0919 | 南瑪都 |
| 菲律賓         | 馬力斯 | 丹娜絲 | 黑格比      | 盧碧 0920   | 塔拉斯 |
| 南韓           | 格美   | 百合   | 薔薇        | 銀河 0921   | 奧鹿   |
| 泰國           | 派比安 | 韋帕   | 米克拉      | 妮妲 0922   | 玫瑰   |
| 美國           | 瑪莉亞 | 范斯高 | 海高斯      | 奧麥斯      | 洛克   |
| 越南           | 山神   | 利奇馬 | 巴威        | 康森        | 桑卡   |
| 柬埔寨         | 寶霞   | 羅莎   | 美莎克      | 燦都        | 納沙   |
| 中國           | 悟空   | 海燕   | 海神        | 電母        | 海棠   |
| 北韓           | 清松   | 楊柳   | 紅霞        | 蒲公英      | 尼格   |
| 中國香港       | 珊珊   | 玲玲   | 白海豚      | 獅子山      | 榕樹   |
| 日本           | 摩羯   | 劍魚   | 鯨魚 0901   | 圓規        | 天鷹   |
| 老撾           | 麗琵   | 法茜   | 燦鴻 0902   | 南川        | 帕卡   |
| 中國澳門       | 貝碧嘉 | 琵琶   | 蓮花 0903   | 瑪瑙        | 珊瑚   |
| 馬來西亞       | 溫比亞 | 塔巴   | 浪卡 0904   | 莫蘭蒂      | 瑪娃   |
| 密克罗尼西亚   | 蘇力   | 米娜   | 蘇迪羅 0905 | 凡亞比      | 古超   |
| 菲律賓         | 西馬侖 | 海貝思 | 莫拉菲 0906 | 馬勒卡      | 泰利   |
| 南韓           | 飛燕   | 浣熊   | 天鵝 0907   | 鮎魚        | 杜蘇芮 |
| 泰國           | 山竹   | 威馬遜 | 莫拉克 0908 | 暹芭        | 卡努   |
| 美國           | 尤特   | 麥德姆 | 艾濤 0909   | 艾利        | 韋森特 |
| 越南           | 潭美   | 夏浪   | 環高 0910   | 桑達        | 蘇拉   |

### 菲律賓熱帶氣旋命名法
菲律賓大氣地理天文部門 (PAGASA) 使用自己一套命名法，作於該國風暴責任範圍內的熱帶氣旋命名之用。與日本氣象廳不同，只要該熱帶氣旋會很間接地吹襲菲律賓或會影響周邊國家的話（不論強度高低），就會使用以下之熱帶氣旋名字。名單每四年循環再用，因此本年名單與2005年太平洋颱風季的名單相同，官方暫時未公佈名稱更換。本年未用名稱以灰色字表示，黑體字表示今年已經使用過。
| - Auring - Bising - Crising - Dante 0901 - Emong 0902 - Feria 0904 - Gorio 0905 | - Huaning - Isang 0906 - Jolina 0907 - Kiko 0908 - Labuyo 0912 - Maring 0913 - Nando 0915 | - Ondoy 0916 - Pepeng 0917 - Quedan 0918 - Ramil 0920 - Santi 0921 - Tino - Urduja | - Vinta 0922 - Wilma（未用） - Yolanda（未用） - Zoraida（未用） - Alamid（未用） - Bruno（未用） - Conching（未用） | - Dolor（未用） - Ernie（未用） - Florante（未用） - Gerardo（未用） - Hernan（未用） - Isko（未用） - Jerome（未用） |

## 颱風季影響
此列表列出了所有在2009年西太平洋曾經活躍的熱帶氣旋。包括該熱帶氣旋的強度，持續時間，名稱，登陸地點，死亡和破壞。所有破壞都以美元作為單位。括號中的是指間接導致的死亡（如交通意外，或滑坡等等）。
ACE的計算公式：{\displaystyle \sum _{}^{}{\frac {{v_{\mathrm {max} }}^{2}}{10^{4}}},}，單位為{\displaystyle 10^{4}kt^{2}}。
| 风暴名称             | 持续日期                            | 风暴最高强度 | 最大持续风速 | 最低气压 （百帕） | ACE     | 登陆                               | 登陆     | 登陆     | 损失 （百万美元） | 死亡人数 |
| 风暴名称             | 持续日期                            | 风暴最高强度 | 最大持续风速 | 最低气压 （百帕） | ACE     | 地点                               | 时间     | 风速     | 损失 （百万美元） | 死亡人数 |
| -------------------- | ----------------------------------- | ------------ | ------------ | ----------------- | ------- | ---------------------------------- | -------- | -------- | ----------------- | -------- |
| 熱帶低氣壓 (Auring)  | 1月3日 - 1月7日                     | 热带低氣压   | 55 km/h      | 1000              | 0       | 菲律賓東薩馬省蘇拉特               | 1月6日   | 55 km/h  | 0.498             | 2 (1)    |
| 熱帶低氣壓 (Auring)  | 1月3日 - 1月7日                     | 热带低氣压   | 55 km/h      | 1000              | 0       | 菲律賓索索貢省布盧桑               | 1月6日   | 55 km/h  | 0.498             | 2 (1)    |
| 熱帶低氣壓 (Auring)  | 1月3日 - 1月7日                     | 热带低氣压   | 55 km/h      | 1000              | 0       | 菲律賓索索貢省                     | 1月7日   | 55 km/h  | 0.498             | 2 (1)    |
| 熱帶低氣壓 (Auring)  | 1月3日 - 1月7日                     | 热带低氣压   | 55 km/h      | 1000              | 0       | 菲律賓馬斯巴特省克拉韋里亞         | 1月7日   | 45 km/h  | 0.498             | 2 (1)    |
| 熱帶低氣壓 (Bising)  | 2月12日 - 2月14日                   | 热带低氣压   | 45 km/h      | 1002              | 0       | 菲律賓北蘇里高省錫亞高島           | 2月13日  | 45 km/h  | 很少              | 0        |
| 熱帶低氣壓 (Crising) | 4月30日 - 5月2日                    | 热带低氣压   | 55 km/h      | 1006              | 0       | 没有登陆                           | 没有登陆 | 没有登陆 | 0                 | 0        |
| 鯨魚 (Dante)         | 5月1日 - 5月7日                     | 颱風         | 155 km/h     | 940               | 12.9375 | 菲律賓北薩馬省比里                 | 5月1日   | 30 km/h  | 254               | 28       |
| 鯨魚 (Dante)         | 5月1日 - 5月7日                     | 颱風         | 155 km/h     | 940               | 12.9375 | 菲律賓索索貢省布盧桑               | 5月1日   | 35 km/h  | 254               | 28       |
| 鯨魚 (Dante)         | 5月1日 - 5月7日                     | 颱風         | 155 km/h     | 940               | 12.9375 | 菲律賓阿爾拜省拉普拉普             | 5月2日   | 45 km/h  | 254               | 28       |
| 熱帶低氣壓 03        | 5月1日 - 5月4日                     | 热带低氣压   | 55 km/h      | 1002              | 0       | 没有登陆                           | 没有登陆 | 没有登陆 | 0                 | 0        |
| 燦鴻 (Emong)         | 5月1日 - 5月13日                    | 颱風         | 120 km/h     | 975               | 6.465   | 菲律賓邦阿西楠省巴尼               | 5月7日   | 120 km/h | 20.1              | 61 (5)   |
| 燦鴻 (Emong)         | 5月1日 - 5月13日                    | 颱風         | 120 km/h     | 975               | 6.465   | 菲律賓拉乌尼翁省卡巴               | 5月7日   | 100 km/h | 20.1              | 61 (5)   |
| 蓮花                 | 6月14日 - 6月23日                   | 強烈熱帶風暴 | 110 km/h     | 975               | 4.915   | 菲律賓奧羅拉省卡西古蘭             | 6月16日  | 45 km/h  | 110               | 7        |
| 蓮花                 | 6月14日 - 6月23日                   | 強烈熱帶風暴 | 110 km/h     | 975               | 4.915   | 中國福建省金門縣金湖鎮             | 6月21日  | 95 km/h  | 110               | 7        |
| 蓮花                 | 6月14日 - 6月23日                   | 強烈熱帶風暴 | 110 km/h     | 975               | 4.915   | 中國福建省泉州市晉江市金井鎮       | 6月21日  | 95 km/h  | 110               | 7        |
| 浪卡 (Feria)         | 6月22日 - 6月26日                   | 热带风暴     | 75 km/h      | 994               | 2.2975  | 菲律賓東薩馬省聖胡利安             | 6月23日  | 65 km/h  | 0.054             | 6        |
| 浪卡 (Feria)         | 6月22日 - 6月26日                   | 热带风暴     | 75 km/h      | 994               | 2.2975  | 菲律賓馬斯巴特省巴圖安             | 6月23日  | 75 km/h  | 0.054             | 6        |
| 浪卡 (Feria)         | 6月22日 - 6月26日                   | 热带风暴     | 75 km/h      | 994               | 2.2975  | 菲律賓馬斯巴特省馬斯巴特           | 6月23日  | 75 km/h  | 0.054             | 6        |
| 浪卡 (Feria)         | 6月22日 - 6月26日                   | 热带风暴     | 75 km/h      | 994               | 2.2975  | 菲律賓東民都洛省皮納馬拉延         | 6月24日  | 75 km/h  | 0.054             | 6        |
| 浪卡 (Feria)         | 6月22日 - 6月26日                   | 热带风暴     | 75 km/h      | 994               | 2.2975  | 中國廣東省惠州市惠東縣平海鎮       | 6月26日  | 65 km/h  | 0.054             | 6        |
| 蘇迪羅 (Gorio)       | 7月9日 - 7月12日                    | 热带风暴     | 65 km/h      | 992               | 0.1225  | 中國廣東省湛江市徐聞縣下洋鎮       | 7月12日  | 65 km/h  | 9                 | 17 (2)   |
| 蘇迪羅 (Gorio)       | 7月9日 - 7月12日                    | 热带风暴     | 65 km/h      | 992               | 0.1225  | 越南廣寧省錦普市                   | 7月12日  | 55 km/h  | 9                 | 17 (2)   |
| 熱帶低氣壓 (Huaning) | 7月11日 - 7月14日                   | 热带低氣压   | 55 km/h      | 1004              | 0       | 台灣台東縣東河鄉                   | 7月12日  | 55 km/h  | 未知              | 0        |
| 熱帶低氣壓 (Huaning) | 7月11日 - 7月14日                   | 热带低氣压   | 55 km/h      | 1004              | 0       | 中國福建省莆田市秀嶼區平海鎮       | 7月18日  | 55 km/h  | 未知              | 0        |
| 莫拉菲 (Isang)       | 7月14日 - 7月19日                   | 颱風         | 120 km/h     | 975               | 2.925   | 中國廣東省深圳市龍崗區南澳街道     | 7月18日  | 120 km/h | 未知              | 4 (1)    |
| 天鵝 (Jolina)        | 7月30日 - 8月9日                    | 热带风暴     | 75 km/h      | 990               | 0.9275  | 菲律賓伊莎貝拉省迪娜皮圭           | 8月1日   | 55 km/h  | 未知              | 8        |
| 天鵝 (Jolina)        | 7月30日 - 8月9日                    | 热带风暴     | 75 km/h      | 990               | 0.9275  | 中國廣東省江門市台山市海宴鎮       | 8月4日   | 75 km/h  | 未知              | 8        |
| 莫拉克 (Kiko)        | 8月2日 - 8月11日                    | 颱風         | 140 km/h     | 945               | 8.4675  | 台灣花蓮縣花蓮市                   | 8月7日   | 130 km/h | 6200              | 468      |
| 莫拉克 (Kiko)        | 8月2日 - 8月11日                    | 颱風         | 140 km/h     | 945               | 8.4675  | 中國福建省寧德市霞浦縣北壁鄉       | 8月9日   | 110 km/h | 6200              | 468      |
| 艾濤                 | 8月8日 - 8月14日                    | 热带风暴     | 75 km/h      | 992               | 0.895   | 没有登陆                           | 没有登陆 | 没有登陆 | 87.5              | 28       |
| 馬卡                 | 8月13日（進入西北太平洋） - 8月17日 | 热带低氣压   | 55 km/h      | 1006              | 1.175   | 没有登陆                           | 没有登陆 | 没有登陆 | 0                 | 0        |
| 環高                 | 8月16日 - 8月25日                   | 颱風         | 165 km/h     | 945               | 26.81   | 没有登陆                           | 没有登陆 | 没有登陆 | 0                 | 0        |
| 熱帶低氣壓           | 8月20日 - 8月22日                   | 热带低氣压   | 45 km/h      | 1002              | 0       | 没有登陆                           | 没有登陆 | 没有登陆 | 0                 | 0        |
| 熱帶低氣壓           | 8月25日 - 8月26日                   | 热带低氣压   | 45 km/h      | 1004              | 0       | 没有登陆                           | 没有登陆 | 没有登陆 | 0                 | 0        |
| 科羅旺               | 8月28日 - 9月1日                    | 強烈熱帶風暴 | 110 km/h     | 975               | 4.655   | 没有登陆                           | 没有登陆 | 没有登陆 | 未知              | 未知     |
| 熱帶低氣壓02C        | 8月30日（進入西北太平洋） - 9月2日  | 热带低氣压   | 55 km/h      | 1004              | 0       | 没有登陆                           | 没有登陆 | 没有登陆 | 0                 | 0        |
| 杜鵑 (Labuyo)        | 9月1日 - 9月10日                    | 強烈熱帶風暴 | 95 km/h      | 980               | 3.98    | 没有登陆                           | 没有登陆 | 没有登陆 | 0                 | 0        |
| 熱帶低氣壓           | 9月2日 - 9月9日                     | 热带低氣压   | 45 km/h      | 1000              | 0       | 越南峴港市山茶郡                   | 9月29日  | 45 km/h  | 2.52              | 6        |
| 彩虹 (Maring)        | 9月8日 - 9月12日                    | 热带风暴     | 75 km/h      | 994               | 0       | 中國海南省文昌市龍樓鎮             | 9月11日  | 65 km/h  | 未知              | 未知     |
| 彩虹 (Maring)        | 9月8日 - 9月12日                    | 热带风暴     | 75 km/h      | 994               | 0       | 越南南定省義興縣                   | 9月12日  | 65 km/h  | 未知              | 未知     |
| 彩雲                 | 9月12日 - 9月21日                   | 颱風         | 195 km/h     | 915               | 33.82   | 美國島嶼地區北馬里亞納群島阿拉木根 | 9月15日  | 175 km/h | 未知              | 0        |
| 巨爵 (Nando)         | 9月11日 - 9月16日                   | 颱風         | 120 km/h     | 975               | 2.345   | 中國廣東省江門市台山市上川島       | 9月15日  | 120 km/h | 很少              | 0        |
| 巨爵 (Nando)         | 9月11日 - 9月16日                   | 颱風         | 120 km/h     | 975               | 2.345   | 中國廣東省江門市台山市北陡鎮       | 9月15日  | 120 km/h | 很少              | 0        |
| 熱帶低氣壓           | 9月23日 - 9月26日                   | 热带低氣压   | 45 km/h      | 1006              | 0       | 没有登陆                           | 没有登陆 | 没有登陆 | 0                 | 0        |
| 凱薩娜 (Ondoy)       | 9月23日 - 9月30日                   | 颱風         | 130 km/h     | 960               | 6.3375  | 菲律賓奎松省納卡爾將軍城           | 9月26日  | 75 km/h  | 1090              | 710      |
| 凱薩娜 (Ondoy)       | 9月23日 - 9月30日                   | 颱風         | 130 km/h     | 960               | 6.3375  | 越南廣義省平山縣                   | 9月29日  | 130 km/h | 1090              | 710      |
| 熱帶低氣壓18W        | 9月26日 - 9月30日                   | 热带低氣压   | 45 km/h      | 1002              | 0       | 没有登陆                           | 没有登陆 | 没有登陆 | 很少              | 0        |
| 芭瑪 (Pepeng)        | 9月28日 - 10月15日                  | 颱風         | 185 km/h     | 930               | 22.655  | 菲律賓卡加延省巴高                 | 10月3日  | 140 km/h | 617               | 500      |
| 芭瑪 (Pepeng)        | 9月28日 - 10月15日                  | 颱風         | 185 km/h     | 930               | 22.655  | 菲律賓北伊羅戈省帕古迪匹           | 10月3日  | 100 km/h | 617               | 500      |
| 芭瑪 (Pepeng)        | 9月28日 - 10月15日                  | 颱風         | 185 km/h     | 930               | 22.655  | 菲律賓伊莎貝拉省馬科亞科           | 10月8日  | 75 km/h  | 617               | 500      |
| 芭瑪 (Pepeng)        | 9月28日 - 10月15日                  | 颱風         | 185 km/h     | 930               | 22.655  | 中國海南省萬寧市龍滾鎮             | 10月12日 | 65 km/h  | 617               | 500      |
| 芭瑪 (Pepeng)        | 9月28日 - 10月15日                  | 颱風         | 185 km/h     | 930               | 22.655  | 越南太平省太瑞县                   | 10月14日 | 95 km/h  | 617               | 500      |
| 茉莉 (Quedan)        | 9月29日 - 10月9日                   | 颱風         | 205 km/h     | 910               | 40.3325 | 日本三重縣志摩市                   | 10月8日  | 150 km/h | 1500              | 3        |
| 茉莉 (Quedan)        | 9月29日 - 10月9日                   | 颱風         | 205 km/h     | 910               | 40.3325 | 日本愛知縣知多郡南知多町           | 10月8日  | 140 km/h | 1500              | 3        |
| 尼伯特               | 10月8日 - 10月14日                  | 热带风暴     | 85 km/h      | 992               | 2.7025  | 没有登陆                           | 没有登陆 | 没有登陆 | 0                 | 0        |
| 盧碧 (Ramil)         | 10月14日 - 10月27日                 | 颱風         | 175 km/h     | 930               | 31.435  | 没有登陆                           | 没有登陆 | 没有登陆 | 未知              | 未知     |
| 熱帶低氣壓           | 10月16日 - 10月20日                 | 热带低氣压   | 45 km/h      | 1004              | 0       | 中國海南省陵水黎族自治縣新村鎮     | 10月19日 | 45 km/h  | 0                 | 0        |
| 銀河 (Santi)         | 10月25日 - 11月3日                  | 颱風         | 150 km/h     | 955               | 12.94   | 菲律賓奎松省毛班                   | 10月30日 | 110 km/h | 295               | 162      |
| 銀河 (Santi)         | 10月25日 - 11月3日                  | 颱風         | 150 km/h     | 955               | 12.94   | 越南富安省同和縣                   | 11月2日  | 85 km/h  | 295               | 162      |
| 熱帶低氣壓24W (Tino) | 11月1日 - 11月3日                   | 热带低氣压   | 45 km/h      | 1006              | 0       | 没有登陆                           | 没有登陆 | 没有登陆 | 未知              | 未知     |
| 熱帶低氣壓25W        | 11月7日 - 11月10日                  | 热带低氣压   | 55 km/h      | 1000              | 1.05    | 没有登陆                           | 没有登陆 | 没有登陆 | 0                 | 0        |
| 熱帶低氣壓 (Urduja)  | 11月21日 - 11月25日                 | 热带低氣压   | 45 km/h      | 1004              | 0       | 菲律賓南蘇里高省科爾特斯           | 11月24日 | 45 km/h  | 未知              | 4        |
| 妮妲 (Vinta)         | 11月21日 - 12月3日                  | 颱風         | 215 km/h     | 905               | 44.58   | 没有登陆                           | 没有登陆 | 没有登陆 | 0                 | 0        |
| 熱帶低氣壓           | 11月24日 - 11月26日                 | 热带低氣压   | 45 km/h      | 1008              | 0       | 没有登陆                           | 没有登陆 | 没有登陆 | 0                 | 0        |
| 熱帶低氣壓28W        | 12月3日 - 12月5日                   | 热带低氣压   | 45 km/h      | 1000              | 0.245   | 没有登陆                           | 没有登陆 | 没有登陆 | 0                 | 0        |
| 熱帶低氣壓           | 12月8日 - 12月8日                   | 热带低氣压   | 45 km/h      | 1008              | 0       | 菲律賓南蘇里高省坎蒂蘭             | 12月8日  | 45 km/h  | 0                 | 0        |
| 季节总结             |                                     |              |              |                   |         |                                    |          |          |                   |          |
| 41個 熱帶氣旋        | 1月3日 - 12月8日                    |              | 215 km/h     | 905               | 252.36  | 46次登陆                           | 46次登陆 | 46次登陆 | 10183.404         | 2017 (9) |

## 內部連結
- 2009年大西洋颶風季
- 2009年太平洋颶風季
- 2009年北印度洋氣旋季
- 2008－2009年西南印度洋熱帶氣旋季
- 2008—2009年澳洲地區熱帶氣旋季
- 2008－2009年南太平洋熱帶氣旋季
- 2009－2010年西南印度洋熱帶氣旋季
- 2009－2010年澳洲地區熱帶氣旋季
- 2009－2010年南太平洋熱帶氣旋季

## 外部連結
- 聯合颱風警報中心（页面存档备份，存于）
- 中央氣象台-颱風實時路徑顯示
- 中國中央氣象台
- 日本氣象廳熱帶氣旋資訊（页面存档备份，存于）
- 菲律賓大氣地理天文部門熱帶氣旋資訊
- 中央氣象局全球資訊網（页面存档备份，存于）
- 香港天文台熱帶氣旋資訊（页面存档备份，存于）
- 澳門地球物理暨氣象局熱帶氣旋資訊（页面存档备份，存于）
- 熱帶氣旋衛星影像（页面存档备份，存于）
- 數位颱風—熱帶氣旋資料及圖片（页面存档备份，存于）
- ACE（页面存档备份，存于）